# Difensore (calcio a 5)
Il Difensore - chiamato anche Centrale o Ultimo - è quel giocatore del calcio a 5 che ha compiti prevalentemente di copertura e fase difensiva.
I corrispettivi nelle altre lingue neolatine suggeriscono efficacemente le caratteristiche di questi atleti: nella lingua spagnola il difensore viene detto cierre ("chiusura") perché ultimo uomo di chiusura della difesa, mentre in portoghese è chiamato fixo ("fisso") per la scarsa propensione ad abbandonare la posizione più arretrata dello schieramento. Tuttavia, ciò non esclude che il difensore concluda a rete da posizione arretrata sfruttando suolate, rimpalli o azioni di gioco studiate per liberarlo appositamente alla conclusione.

## Caratteristiche
Il ruolo necessita di un giocatore dalle spiccate capacità difensive, di marcatura e di senso della posizione. Riguardo alle caratteristiche fisiche occorre necessariamente una buona struttura ma anche una certa velocità sul breve per mantenere efficacia nell'uno contro uno. A questo va unita una discreta tecnica ma soprattutto una certa visione di gioco perché quasi sempre è dal difensore centrale che parte l'azione della squadra. Per questo motivo, soprattutto in passato, il difensore era definito anche play (abbreviazione di playmaker, ovvero costruttore di gioco). A differenza del pivot, nel calcio a 5 il difensore gioca quasi sempre di fronte alla porta avversaria, il che lo predispone agli inserimenti centrali: In questo ruolo un buon tiro dalla lunga distanza è più utile della capacità di piazzare colpi rapidi e sottomisura.

## Difensori famosi
La nazionale che ha dominato per 30 anni il gioco del calcio a 5, ovvero quella brasiliana ha sempre celebrato in maggior misura i giocatori che segnavano, piuttosto che quelli portati alla difesa. In un paese che non ha mai dovuto faticare troppo per vincere titoli internazionali, un giocatore come Walmir è sempre rimasto all'ombra pur avendo contribuito colle sue prestazioni a entrambi i titoli del 1982 e 1985. Da segnalare anche i due ultimi dell'ultimo Brasile mondiale: Danilo e Márcio Brancher. Con l'avvento della Spagna, il ruolo del difensore dinamico è stato trainato dapprima dall'eterno Julio García Mera che con l'Inter e con la nazionale si è caricato di uno straordinario palmarès, per poi passare a giocatori come Kike ed Javier Orol che hanno rinnovato la grande tradizione spagnola dei difensori attivi.